# Ramzi Aburedwan
Ramzi Aburedwan (em árabe:رمزي أبو رضوان, nascido em 1979) é um compositor, educador e interprete de viola e buzuq palestiniano. É o líder da banda Ensemble Dal'Ouna e do Conjunto de Música Árabe Nacional Palestiniana. Fundou o centro de música Kamandjâti e tem colaborado com vários músicos de renome internacional. Primeiro estudou no Conservatório Nacional de Música Edward Said e, a seguir, no Conservatório Regional de Angers (França). Vários documentários realizaram-se a respeito da sua vida, incluindo Its Not a Gun (Não é um Arma de Fogo) de 2005 e Just Play (Só Jogar) de 2012. Ele é o tema principal do livro Children of the Stone: The Power of Music in a Hard Land (Filhos da Pedra: O Poder da Música numa Terra Dura) de Sandy Tolan (2015).

## Biografia
Nasceu em Belém no ano 1979 e criou-se no acampamento de refugiados de Amari, em Ramala.
Como menino de oito anos participou na primeira intifada (também conhecida como a “revolta das pedras”) e se converteu numa fonte de inspiração devido a uma amplamente difundida fotografia que o mostra a ponto de atirar uma pedra contra um tanque. Ele perdeu um irmão, um primo e muitos dos seus amigos durante a intifada.
Em outubro de 2002 fundou a Associação ao Kamandjâti ("o violinista"), que pretende aproximar a música clássica dos meninos palestinianos empobrecidos.
Em 2010 fundou o Palestine National Ensemble of Arabic Music, um conjunto formado por 30 membros que apresenta música clássica árabe e composições originais.
Em 2012 lançou o seu álbum de músicas solo,  Reflections of Palestine (Reflexões da Palestina), descrito por David Maine como música instrumental folk-flexionada.

## Discografia
- Reflections of Palestine (Reflexões da Palestina) de 2012